# أبتيو
شركة أبتيو هي شركة تأسست في عام 2007 ومقرها في مدينة بلفيو في واشنطن. تقوم أبتيو بتطوير برامج إدارة أعمال التكنولوجيا كتطبيقات خدمات .    تم تصميم تطبيقات (أبتيو انتربرايز Apptio Enterprise) لتقييم تكلفة خدمات تكنولوجيا المعلومات لأغراض التخطيط والميزنة والتنبؤ.  تقدم خدمات أبتيو أدوات لمدراء تقنية المعلومات لإدارة تخزين أقسام التكنولوجيا ، والتطبيقات ، واستخدام الطاقة ، والأمن السيبراني ، والتزامات إعداد التقارير.  ولدى الشركة ما يقرب من 550 عميل بأحجام مختلفة.  
في عام 2009 ، كانت الشركة أول استثمار لشركة وادي السليكون الاستثماري أندريهين هورويتز . 
في 11 نوفمبر 2018 ، أُعلنت شركة الأسهم الخاصة Vista Equity Partners استحواذها على شركة أبتيو مقابل 1.9 مليار دولار. 

## التاريخ
تأسست الشركة في عام 2007 من قبل صني غوبتا وكورت شينتافر وبول ماكلاكلان.  قبل تأسيس الشركة ، سبق أن عمل غوبتا و شينتافر معًا في شركة (آي-كنكلود iConclude) قبل أن يتم شراؤها من قبل (أوبسوير) في 2007.  في نوفمبر 2007 ، تلقت الشركة 7 ملايين دولار من التمويل من (مادرونا فنتشر جروب Madrona Venture Group) وغريلوك بارتنرز Greylock partners بينما كانت تعمل في وضع التخفي.  جمعت أبتيو مبلغًا إضافيًا قدره 14 مليون دولار في جولة تمويلية ثانية من صندوق أندريسن هورويتز Andreessen Horrowitz المؤسس حديثًا في عام 2009. 
في مارس 2012 ، جمعت الشركة مبلغًا إضافيًا قدره 50 مليون دولار في جولة تمويلية ثالثة لمواصلة توسيع خدماتها وتوظيفها وتوسيعها.  في عام 2013 ، جمعت أبتيو مبلغًا إضافيًا قدره 45 مليون دولار في جولة تمويلية رابعة، ليصل إجماليها إلى 136 مليون دولار من شركات بما في ذلك وغريلوك بارتنرز Greylock Partners و مادرونا فنتشر جروب Madrona Venture Group وجانوس كابتال Janus Capital وتي رو برايس T. Rowe Price .  
في مارس 2014 ، افتتحت أبتيو مكاتبها في سيدني وملبورن ، أستراليا .  وفي عام 2015 ، أعلنت الشركة إضافة مكتب لها في دنفر .  و كذلك مكتب دولي آخر في مارس 2016 في باريس ، فرنسا . 
في 23 سبتمبر 2016 ، جمعت أبتيو 96 مليون دولار من خلال الاكتتاب العام. في 2 فبراير 2018 ، أكملت أبتيو الاستحواذ على شركة ديجتل فيول (Digital Fuel SV، LLC) ، وهي مزود لأدوات إدارة أعمال تكنولوجيا المعلومات (ITBM). تخطط أبتيو حاليًا لتوسيع نفوذها من خلال إنشاء وتشغيل مركز امتياز من الدرجة الأولى في بنغالورو ، كارناتاكا ، الهند.

## مجلس إدارة أعمال التكنولوجيا
قامت أبتيو بتأسيس مجلس إدارة أعمال التكنولوجيا في عام 2012 ،  وهي منظمة غير ربحية كان لديها أكثر من 2900 مدير تقنية معلومات  وكبار قادة تكنولوجيا المعلومات الآخرين بحلول عام 2014. أفادت صحيفة بوجيه ساوند للأعمال Puget Sound Business Journal أن المجلس «يهدف إلى مساعدة أقسام تكنولوجيا المعلومات على إدارة الأعمال مثل الأعمال التجارية من خلال وضع المعايير وأفضل الممارسات».  عقد المجلس مؤتمره الأول في نوفمبر 2013. 

## الجوائز
في 2012 ، كان الرئيس التنفيذي للشركة صني غوبتا من بين الفائزين بجائزة إرنست ويونغ Ernst & Young «للعام». 

## روابط خارجية
- الموقع الرسمي